# Královský palác La Granja
Královský palác La Granja (španělsky Palacio Real de la Granja de San Ildefonso) je letní rezidence španělských králů v městečku San Ildefonso v kopcích u Segovie, asi 80 km severně od Madridu, dnes přístupná jako muzeum. Palác nechal v barokním stylu vybudovat Filip V. ve 20. letech 18. století. Zámek obklopuje rozsáhlá francouzská zahrada se sochařskou výzdobou.